# Le temps fut
Le temps fut (titre original : Time Was) est un roman court de science-fiction de Ian McDonald paru en 2018 puis traduit en français et publié aux éditions Le Bélial' en 2020. Il a obtenu le prix British Science Fiction de la meilleure fiction courte 2018.

## Résumé
Emmett Leigh est un bouquiniste indépendant, qui gagne sa vie en achetant et en revendant des livres traitant des différentes guerres. 
À la suite de la fermeture d'une librairie, Emmett récupère un recueil de poèmes intitulé Le temps fut, signé E. L.. Son intérêt littéraire est plutôt limité mais à la grande joie d'Emmett, une lettre est glissée à l'intérieur, lettre qu'un dénommé Tom a envoyé à son ami Ben durant la Seconde Guerre mondiale. Friand de telles découvertes, le bouquiniste se lance avec énergie dans la recherche d'information à propos des deux hommes. Il va découvrir, avec l'aide de passionnés de livres et de guerres en général, des photos montrant les deux hommes prises à différentes époques mais avec des âges apparents ne correspondant pas à la différence d'années entre ces photos. 
Peu à peu, Emmet se rend à l'évidence : Ben Seligman et Tom Chappell ne peuvent être que des voyageurs temporels !